# Liste der Baudenkmäler in Schwarzenbach an der Saale
Auf dieser Seite sind die Baudenkmäler in der oberfränkischen Stadt Schwarzenbach an der Saale zusammengestellt. Diese Tabelle ist eine Teilliste der Liste der Baudenkmäler in Bayern. Grundlage ist die Bayerische Denkmalliste, die auf Basis des Bayerischen Denkmalschutzgesetzes vom 1. Oktober 1973 erstmals erstellt wurde und seither durch das Bayerische Landesamt für Denkmalpflege geführt wird. Die folgenden Angaben ersetzen nicht die rechtsverbindliche Auskunft der Denkmalschutzbehörde.

## Ensembles

### Ensemble Marktplatz/Kirchberg
Das Ensemble (Lage) umfasst den Kern von Schwarzenbach mit Kirchberg, Marktplatz und den direkt anschließenden Bereichen der Hofer Straße, Strobelsgasse und Ludwigstraße. Neben zwei ehemaligen Herrensitzen links und rechts der Saale wird Schwarzenbach durch die erhöht liegende Pfarrkirche und den Marktplatz bestimmt. Der Marktplatz mit dem Rathaus und einem Brunnen vermittelt in seiner gekurvten südlichen Platzwand leicht bergabwärts führend zwischen Kirche und ehemaligem Schloss. Die abseits des Marktplatzes gelegene Kirche des frühen 19. Jahrhunderts wirkt mit ihrem reichgestalteten Turmhelm stark in den Platz ein. Vor der Südflanke der Kirche mit Treppenanlagen und Terrasse dominiert der stattliche Pfarrhof die Bebauung. Der Baubestand ist im Wesentlichen nach einem Brand 1810 entstanden. Er zeigt in den landschaftstypischen biedermeierlichen Formen zumeist zweigeschossige massive Halbwalmdachbauten mit Schieferdeckung. Aktennummer: E-4-75-168-1.

## Baudenkmäler nach Gemeindeteilen

### Schwarzenbach
| Lage                                                  | Objekt | Beschreibung | Akten-Nr.     | Bild                                          |
| ----------------------------------------------------- | --- | --- | ------------- | --------------------------------------------- |
| Am Wallgarten 5 (Standort)                            | Wohnhaus | Ursprünglich zweigeschossig, Halbgeschoss aufgestockt, Walmdach, geohrte Tür- und Fensterrahmungen, bezeichnet „1736“, aufgestockt | D-4-75-168-3  | weitere Bilder                                |
| Am Wallgarten 9 (Standort)                            | Villa | Zweigeschossiger Walmdachbau, Neurenaissance, um 1880/90 | D-4-75-168-4  | weitere Bilder                                |
| Bahnhofsplatz 2 (Standort)                            | Evang.-Luth. Gemeindehaus                                                                                                  | Zweigeschossiger Eckbau, Backstein mit Sandsteingliederungen, Neurenaissance, bez. 1894; Nebengebäude gleichzeitig, heute Gedenkstätte Langer Gang | D-4-75-168-8  | weitere Bilder                                |
| Bahnhofsplatz 5 (Standort)                            | Bahnhofsgebäude | Dreigeschossiger Satteldachbau mit Mittelrisalite, Granitquader, Rundbogenstil, um 1850 | D-4-75-168-9  | weitere Bilder                                |
| Färberstraße 7 (Standort)                             | Wohnhaus | Zweigeschossiges Satteldachhaus mit Fachwerkobergeschoss, 18. Jahrhundert, Stammhaus von Jean Pauls Familie | D-4-75-168-10 | weitere Bilder                                |
| Färberstraße 22, 24 (Standort)                        | Doppelhaus | Zweigeschossig, mit Zwerchhausrisaliten und Mansarddach, geohrte Tür- und Fensterrahmungen, bezeichnet „1780“ | D-4-75-168-13 | weitere Bilder                                |
| Förbauer Straße 11 (Standort)                         | Wohnhaus | Zweigeschossig, mit Halbwalmdach, erste Hälfte 19. Jahrhundert | D-4-75-168-15 | Wohnhaus                                      |
| Frankenstraße 8 (Standort)                            | Ehemaliges Bahnhofshotel und ehemaliges Rathaus                                                                            | Dreigeschossiger Backsteinbau mit Sandsteingliederungen, um 1890 | D-4-75-168-66 | weitere Bilder                                |
| Frankenstraße 14 (Standort)                           | Ehemalige Fabrikantenvilla                                                                                                 | Zweigeschossiger Satteldachbau, Mittelrisalit mit Frontspitz, Lisenengliederung, um 1880 | D-4-75-168-67 | weitere Bilder                                |
| Hofer Straße 1, 3 (Standort)                          | Doppelhaus | Zweigeschossig, mit Halbwalmdach, erstes Viertel 19. Jahrhundert; vergleiche Ensemble Marktplatz/Kirchberg | D-4-75-168-16 | weitere Bilder                                |
| Hofer Straße 2 (Standort)                             | Wohnhaus | Breitgelagert, dreigeschossig, mit Halbwalmdach, 18. Jahrhundert; vergleiche Ensemble Marktplatz/Kirchberg | D-4-75-168-17 | weitere Bilder                                |
| Holzgartenstraße 2 (Standort)                         | Ehemaliges Filmtheater "Capitol"                                                                                           | neoklassizistischer Saalbau auf sehr lang gestrecktem Grundstück mit flachem Satteldach, dreistufig gestaffelte Fassade in Art eines Vorschussgiebels mit hochrechteckigen Lanzettfenstern, dem Zuschauersaal mit geschwungener tiefer Rangempore vorgelagert das Foyer mit Erfrischungsraum im Obergeschoss und Vorführ- u. Technikraum, das Bühnenhaus mit kleiner Bühne und vorgelagertem Orchestergraben mit Nebenräumen, 1929 von Selmar Wild, 1956 innen neu gestaltet, 1975 Umbau für Drogeriemarkt | D-4-75-168-95 | BW                                            |
| Jean-Paul-Straße 5 (Standort)                         | Gedenktafel für Jean Paul                                                                                                  | Jean Paul lebte 1790–94 hier | D-4-75-168-19 | Gedenktafel für Jean Paul                     |
| Kirchberg 2 (Standort)                                | Pfarrhaus | zweigeschossiger Halbwalmdachbau mit Mittelrisalit, erstes Viertel 19. Jahrhundert über Kern des 18. Jahrhunderts; Nebengebäude; Ummauerung | D-4-75-168-21 | weitere Bilder                                |
| Kirchberg 5 (Standort)                                | Evangelisch-lutherische Pfarrkirche Sankt Gumbertus                                                                        | Saalbau mit Westturm, erstes Viertel 19. Jahrhundert; mit Ausstattung | D-4-75-168-22 | weitere Bilder                                |
| Kirchenlamitzer Straße 20 ()                          | Ehemalige Produktionsanlage mit Massemühle, Kessel-, Ofen- und Formenhaus sowie Lagertrakten der Porzellanwerke Winterling | mehrgliedriger, gestaffelt ein- bis viergeschossiger, durch Risalite akzentuierter Gruppenbau mit flachen Satteldächern, Mezzaningeschossen und Vorschussgiebeln sowie sechsgeschossigem Treppenturm mit Attika, verputzte Betonkonstruktion mit vertikal gliedernden Wandvorlagen, im Stil der Neuen Sachlichkeit, 1924/26; Massemühle mit technischer Ausstattung | D-4-75-168-98 |                                               |
| Kirchenlamitzer Straße 38 (Standort)                  | Ehemalige katholische Pfarrkirche Christkönig                                                                              | Saalbau mit Spitzbogentonne, Giebelturm und Frackdachanbau, 1932/1933 von Fritz Fuchsenberger, mit Ausstattung, seit 1979 nicht mehr sakral genutzt | D-4-75-168-65 | Ehemalige katholische Pfarrkirche Christkönig |
| Lohbachstraße 2 (Standort)                            | Villa | Zweigeschossig mit Mansarddach, neun zu drei Achsen, reduzierte Formen des Neobarock, inschriftlich datiert auf „1922“ | D-4-75-168-70 | Villa                                         |
| Lorenz-Summa-Straße 6 (Standort)                      | Wohnhaus | Zweigeschossig, mit Halbwalmdach und stichbogigem Portal, um 1820 | D-4-75-168-23 | weitere Bilder                                |
| Ludwigstraße (Standort)                               | Saalebrücke | Dreijochiger Brückenstumpf, Sandsteinquader, 1826, Überbau später verändert | D-4-75-168-63 | weitere Bilder                                |
| Ludwigstraße 2 (Standort)                             | Wohnhaus | Zweigeschossig, mit Halbwalmdach, bezeichnet „1774“ | D-4-75-168-25 | weitere Bilder                                |
| Ludwigstraße 4 (Standort)                             | Ehemaliges Schloss, heute Rathaus                                                                                          | Langgestreckter Walmdachbau mit Dachreiter, 17. Jahrhundert; jetzt zum Rathaus ausgebaut | D-4-75-168-26 | weitere Bilder                                |
| Ludwigstraße 6 (Standort)                             | Ehemaliges Nebengebäude des Schlosses                                                                                      | Zweigeschossiger Halbwalmdachbau mit Fachwerkobergeschoss, 18. Jahrhundert | D-4-75-168-27 | weitere Bilder                                |
| Ludwigstraße 15 (Standort)                            | Ehemalige Apotheke | Zweigeschossiges Wohnhaus mit Mansarddach, Granit-Portal, 1811 | D-4-75-168-28 | weitere Bilder                                |
| Marktplatz (Standort)                                 | Brunnen | Granit, rechteckiges Brunnenbecken, obeliskförmige Brunnensäule, erstes Viertel 19. Jahrhundert | D-4-75-168-33 | Brunnen                                       |
| Marktplatz 3 (Standort)                               | Wohnhaus | Zweigeschossiges Traufseitbau mit Halbwalmdach und korbbogigem Granit-Portal, 18. Jahrhundert | D-4-75-168-30 | weitere Bilder                                |
| Marktplatz 5 (Standort)                               | Ehemaliges Rathaus | Dreigeschossiges Halbwalmdachhaus mit Dachreiter, Tordurchfahrt, im Kern 18. Jahrhundert, ausgebaut 1821 | D-4-75-168-31 | weitere Bilder                                |
| Marktplatz 6 (Standort)                               | Wohnhaus | Zweigeschossiges traufständiges Satteldachhaus mit Quaderportal, Hofdurchfahrt, bezeichnet 1699 | D-4-75-168-32 | weitere Bilder                                |
| Rehauer Straße 13 (Standort)                          | Türrahmung | Geohrt, bezeichnet „1788“ | D-4-75-168-35 | Türrahmung                                    |
| Schützenstraße 1 (Standort)                           | Wohnhaus | Zweigeschossig, mit Halbwalmdach, in Ecklage, bezeichnet „1782“ | D-4-75-168-36 | Wohnhaus                                      |
| Bahnlinie Weiden - Oberkotzau (bei Bahn-km 78,539) () | Durchlass | ca. 10 m langer, gemauerter und tonnengewölbter Durchgang, Westeingang mit Werksteinrahmen und rustizierten Flankierungsmauern, um 1877, Osteingang später erneuert | D-4-75-168-97 |                                               |
| Bahnlinie Weiden - Oberkotzau (bei Bahn-km 81,661) () | Bahnbrücke | Streckenüberführung, dreibogige Sandsteinbrücke mit Korbögen, 1877 | D-4-75-168-88 |                                               |

### Birkenbühl
| Lage                    | Objekt     | Beschreibung                  | Akten-Nr.     | Bild       |
| ----------------------- | ---------- | ----------------------------- | ------------- | ---------- |
| Birkenbühl 1 (Standort) | Wassertrog | Granit, bezeichnet „JCR 1773“ | D-4-75-168-39 | Wassertrog |

### Förbau
| Lage                                                                  | Objekt                                                      | Beschreibung                                                                                                 | Akten-Nr.     | Bild                                                        |
| --------------------------------------------------------------------- | ----------------------------------------------------------- | --- | ------------- | ----------------------------------------------------------- |
| Kirchstraße 1 (Standort)                                              | Evangelisch-lutherische Filialkirche                        | Saalbau mit Dachreiter, 15. Jahrhundert; mit Ausstattung                                                     | D-4-75-168-40 | weitere Bilder                                              |
| Kirchstraße 2 (Standort)                                              | Wohnstallhaus                                               | Zweigeschossig mit Halbwalmdach und Giebelverschieferung, erste Hälfte 19. Jahrhundert; im Inneren verändert | D-4-75-168-41 | Wohnstallhaus                                               |
| Seulbitzer Straße 3 (Standort)                                        | Ehemals Schlossgut der Herren von Schönburg, heute Gasthaus | Zweigeschossiges Wohnhaus über hohem Sockelbau mit Krüppelwalmdach, bezeichnet „1743“                        | D-4-75-168-42 | Ehemals Schlossgut der Herren von Schönburg, heute Gasthaus |
| Nähe An den Steinkreuzen, an der Straße nach Schwarzenbach (Standort) | Zwei Steinkreuze                                            | Steinkreuze aus dem 16./17. Jahrhundert                                                                      | D-4-75-168-43 | Zwei Steinkreuze                                            |

### Förmitz
| Lage                 | Objekt        | Beschreibung                                                   | Akten-Nr.     | Bild          |
| -------------------- | ------------- | -------------------------------------------------------------- | ------------- | ------------- |
| Förmitz 4 (Standort) | Wohnstallhaus | Zweigeschossig mit Halbwalmdach, erste Hälfte 19. Jahrhundert  | D-4-75-168-44 | Wohnstallhaus |
| Förmitz 4 (Standort) | Hoftor        | zwei Granitpfeiler, Bekrönung mit Pinienzapfen                 | D-4-75-168-44 | BW            |
| Förmitz 5 (Standort) | Wohnstallhaus | Zweigeschossig, mit Halbwalmdach, erste Hälfte 19. Jahrhundert | D-4-75-168-45 | Wohnstallhaus |

### Götzmannsgrün
| Lage                       | Objekt    | Beschreibung | Akten-Nr.     | Bild      |
| -------------------------- | --------- | ------------ | ------------- | --------- |
| Götzmannsgrün 5 (Standort) | Pechstein | Granit       | D-4-75-168-46 | Pechstein |

### Hallerstein
| Lage | Objekt                                 | Beschreibung | Akten-Nr.     | Bild                                   |
| --- | -------------------------------------- | --- | ------------- | -------------------------------------- |
| Hallerstein 1 (Standort) | Pfarrhaus                              | Zweigeschossiger Walmdachbau, 1837–39 | D-4-75-168-48 | Pfarrhaus                              |
| Hallerstein 1 (Standort) | Pavillon                               | zugehörig, mit Zeltdach im Pfarrgarten | D-4-75-168-48 | BW                                     |
| Hallerstein 2 (Standort) | Ehemaliges Schul- und Kantoratshaus    | Zweigeschossiger Walmdachbau, 1838- 39 | D-4-75-168-49 | Ehemaliges Schul- und Kantoratshaus    |
| Hallerstein 53 (Standort) | Schlossruine                           | Reste einer Anlage des 15. Jahrhunderts | D-4-75-168-50 | weitere Bilder                         |
| In Hallerstein (Standort) | Evangelisch-lutherische Pfarrkirche    | Ehemals Schlosskapelle, Chorturmuntergeschoss 15. Jahrhundert, Turmobergeschoss 1839, Langhaus 1613, 1905–06 Erweiterung nach Westen, mit Ausstattung | D-4-75-168-47 | weitere Bilder                         |
| Hallersteiner Wald, südlich des Ortes, an der alten Landstraße nach Kirchenlamitz, im Hallersteiner Forst, bei der Waldabteilung "Kreuzstein (Standort) | Kreuzstein, sogenannter Trompeterstein | Granit, wohl 16. Jahrhundert | D-4-75-168-51 | Kreuzstein, sogenannter Trompeterstein |

### Langenbach
| Lage                    | Objekt        | Beschreibung                                                                          | Akten-Nr.     | Bild          |
| ----------------------- | ------------- | ------------------------------------------------------------------------------------- | ------------- | ------------- |
| Langenbach 2 (Standort) | Wohnstallhaus | Zweigeschossig, mit Satteldach und Fachwerkobergeschoss, erste Hälfte 19. Jahrhundert | D-4-75-168-53 | Wohnstallhaus |

### Martinlamitz
| Lage                                                                                               | Objekt                                         | Beschreibung | Akten-Nr.     | Bild          |
| -------------------------------------------------------------------------------------------------- | ---------------------------------------------- | --- | ------------- | ------------- |
| Pilgramsreuther Straße 7 (Standort)                                                                | Wohnstallhaus                                  | Mit Frackdach und Fachwerkobergeschoss, bezeichnet „1757“ | D-4-75-168-54 | Wohnstallhaus |
| Steinbachstraße 6 (Standort)                                                                       | Dreiseithof                                    | Wohnstallhaus mit Frackdach und vorkragendem Fachwerkobergeschoss, 18. Jahrhundert | D-4-75-168-55 | Dreiseithof   |
| Steinbachstraße 6 (Standort)                                                                       | Dreiseithof                                    | Hoftor, drei Granitpfeiler mit Kugelbekrönung, bez. 1772 | D-4-75-168-55 | Dreiseithof   |
| Großer Kornberg (Standort)                                                                         | Ehemaliger Abhörturm der Fernmeldekompanie 946 | 64 m hoher Turm aus Stahl und Beton mit 13 Geschossen/Plattformen mit kubischem Sockelbau und Turmkorb als Radom aus wellendurchlässigem Material (PUR) auf halber Höhe, 1973 – 1976, Aufstockung drittes Sockelgeschoss im Innenausbau 1985;Erweiterung hakenförmiges Betriebs- und Verwaltungsgebäude mit Garagen, zweigeschossiger Flachdachbau, 1988; Wachhaus, punktförmiger Flachdachbau, um1976. | D-4-75-454-6  | BW            |
| Hau, nördlich der Straße Martinlamitz - Vorsuchhütte (Stadt Kirchenlamitz), Abt. Haueck (Standort) | Grenzstein                                     | Granit, bez. 1833 | D-4-75-168-96 | BW            |

### Nonnenwald
| Lage                      | Objekt        | Beschreibung                                                | Akten-Nr.     | Bild          |
| ------------------------- | ------------- | ----------------------------------------------------------- | ------------- | ------------- |
| Nonnenwald 3 a (Standort) | Wohnstallhaus | Mt Frackdach und Fachwerkobergeschoss, Ende 18. Jahrhundert | D-4-75-168-56 | Wohnstallhaus |